# Daskabát
Obec Daskabát se rozkládá podél silnice z Olomouce do Lipníka nad Bečvou, na posledních svazích Oderských vrchů v okrese Olomouc v Olomouckém kraji. Žije zde 624 obyvatel.

## Název
Jméno vesnice pochází z výstražné věty dáš kabát! či dals kabát! (stejně jako u známějších Dalskabátů. Šlo o název místa, kde hrozilo nebezpečí přepadení či loupeže (stejnou motivaci mají jména Cotkytle a Cukmantl (původní jméno Zlatých Hor).

## Historie
Na místě dnešního Daskabátu stávala ves Otěhřiby, která patřila olomouckému biskupství. První zmínka je o ní z roku 1232, v roce 1841 se z ní zachovala pouze rychta a dvůr. V 16. století byla tato zaniklá ves znovu osazena, nazývala se nejprve Nová Ves (1568), krátce nato (1581) již Daskabát. Poslední majitel vsi byla olomoucká kapitula. Osadou Daskabátu byl do roku 1882 Kocourovec, který se od tohoto roku stal částí Přáslavic a přešel k olomouckému okresu. Daskabát náležel do roku 1949 soudnímu okresu Lipník nad Bečvou, poté se stal součástí olomouckého okresu. Obecná škola byla otevřena v roce 1883, zrušena byla roku 1977. Provoz školy byl znovu obnoven v září roku 1990.
Farníci ze zaniklých obcí Jestřabí a Varhošť se v roce 1757 snažili na hranici katastru Daskabát zahrabat svého mrtvého faráře, avšak jejich čin, spojovaný s obavami z vampýrismu, byl odhalen.

## Pamětihodnosti
- Smírčí kříž

## Zajímavosti
V noci z 26. dubna na 27. dubna hostila obec Mistrovství ČR a Veteraniádu ČR v nočním orientačním běhu 2014 (MČR NOB 2014).

## Galerie

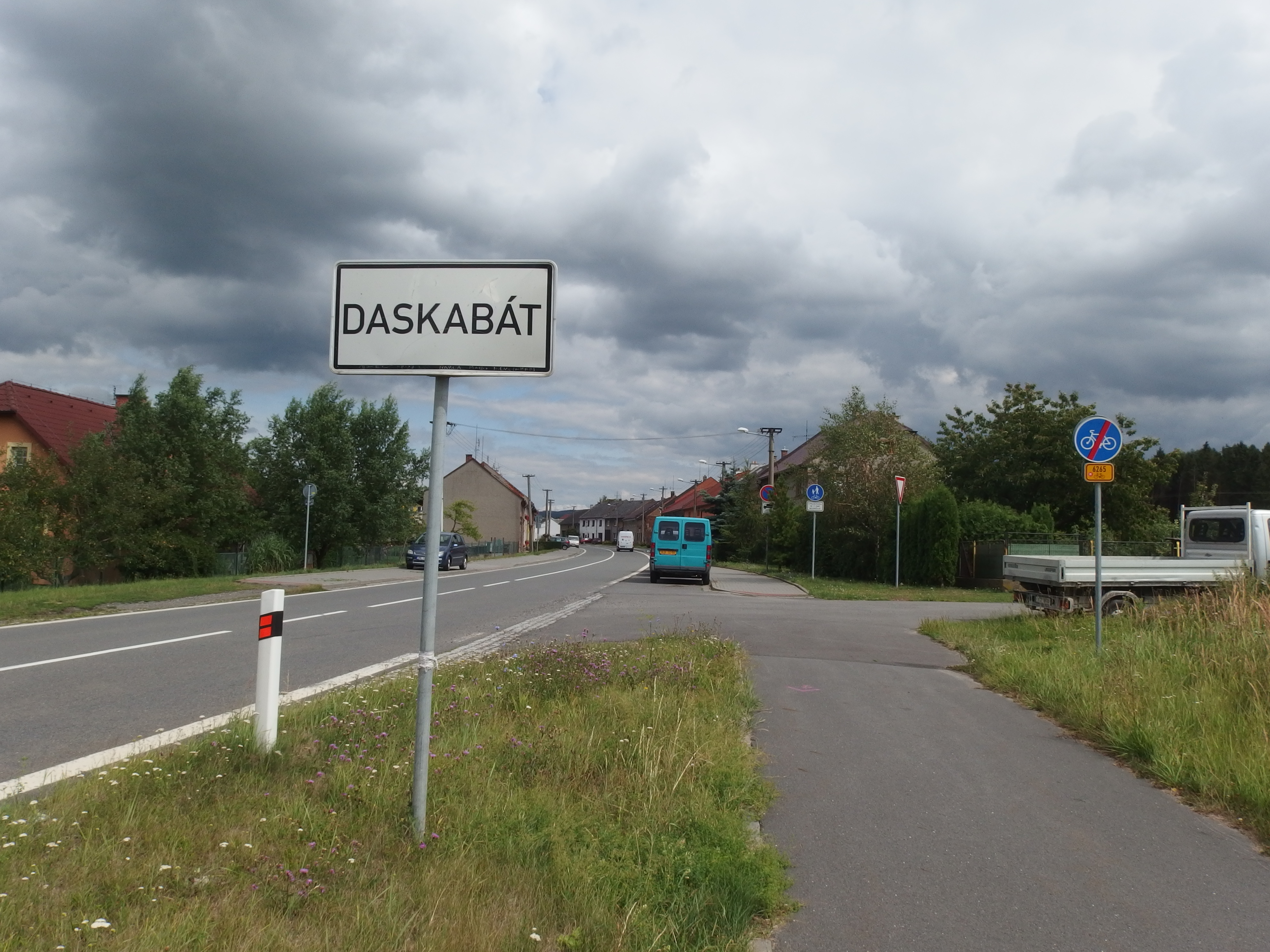
Příjezd do obce od Olomouce
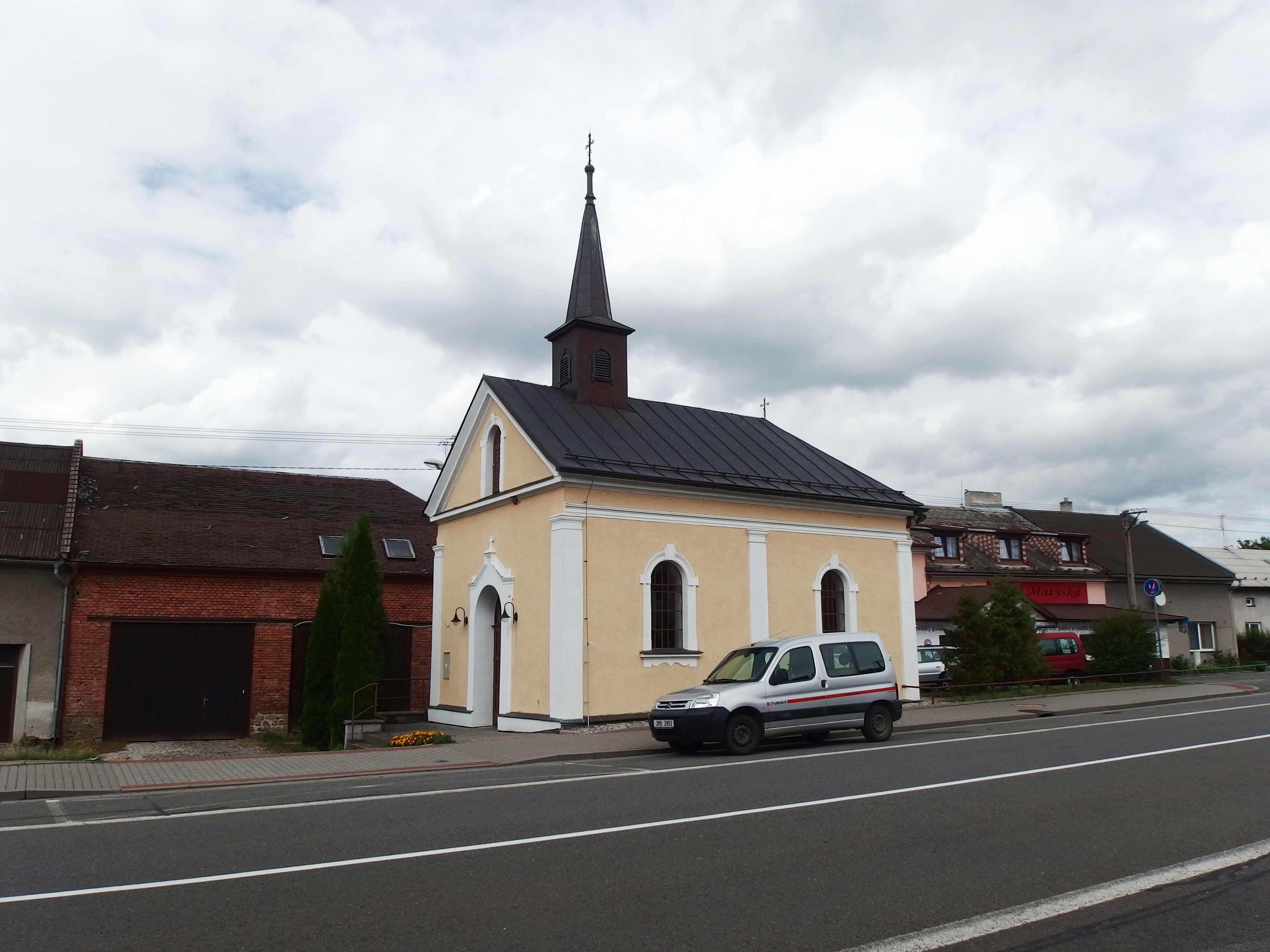
Kaple sv. Jana Nepomuckého
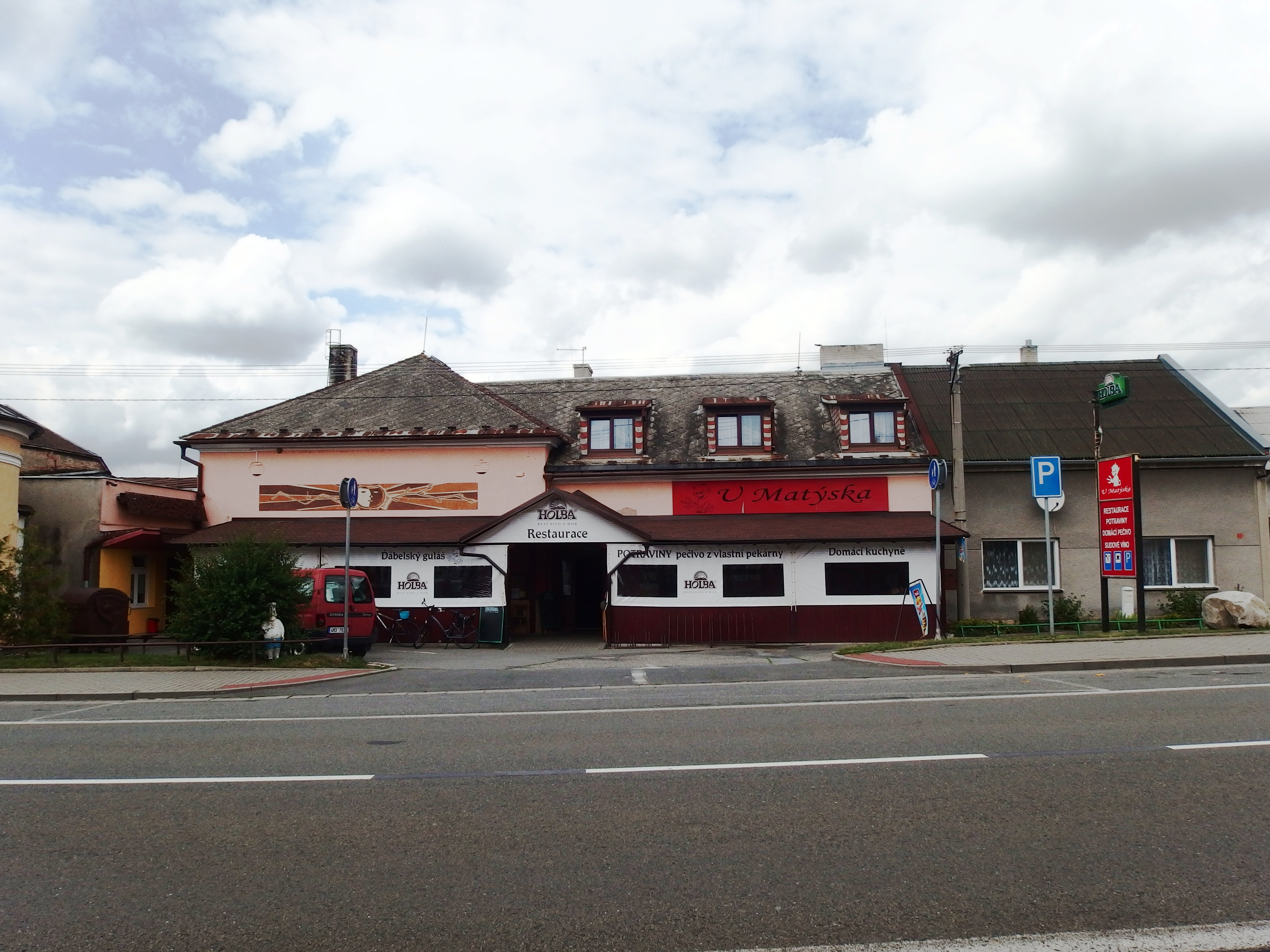
Restaurace U Matýska
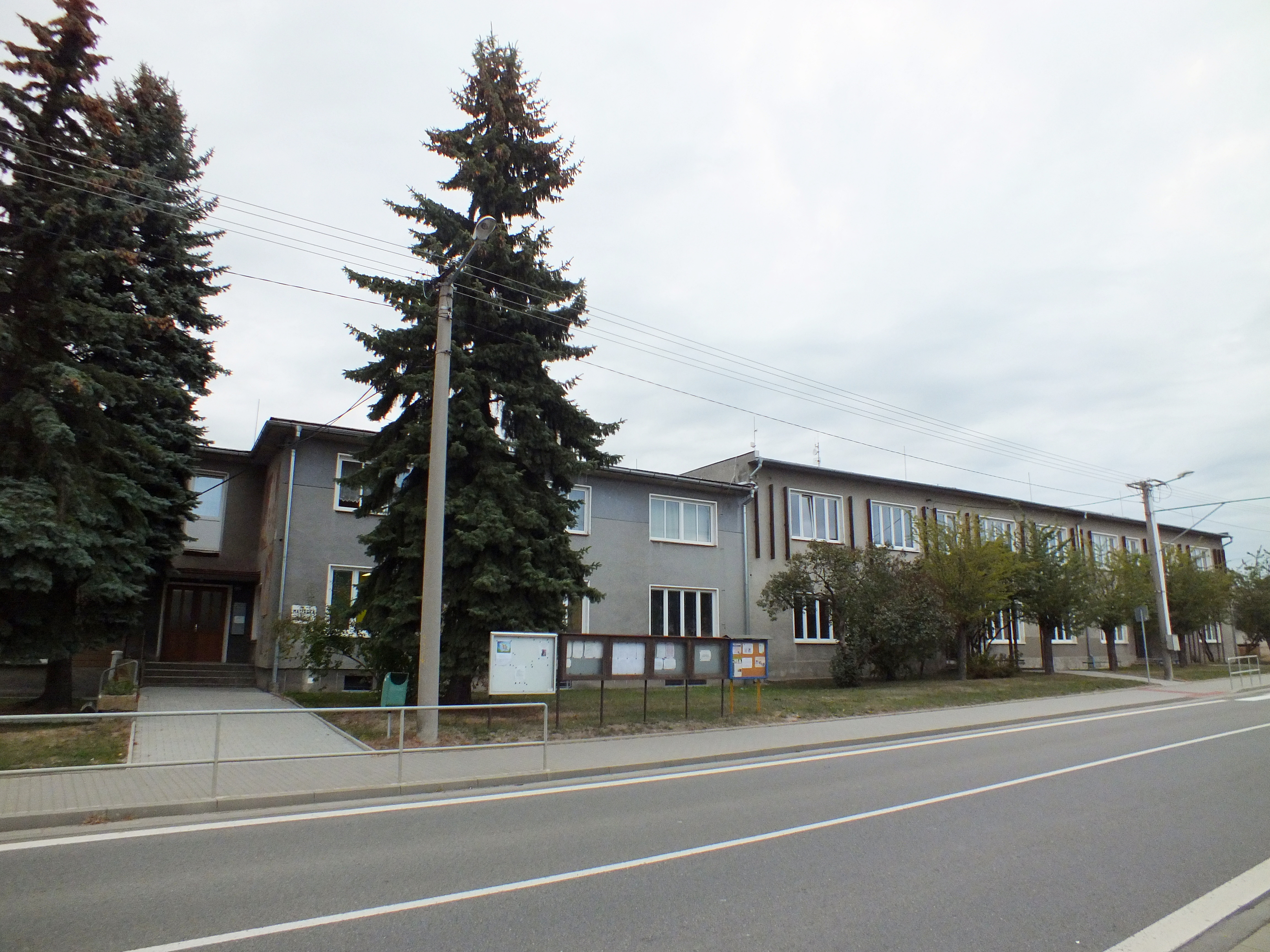
Mateřská a základní škola
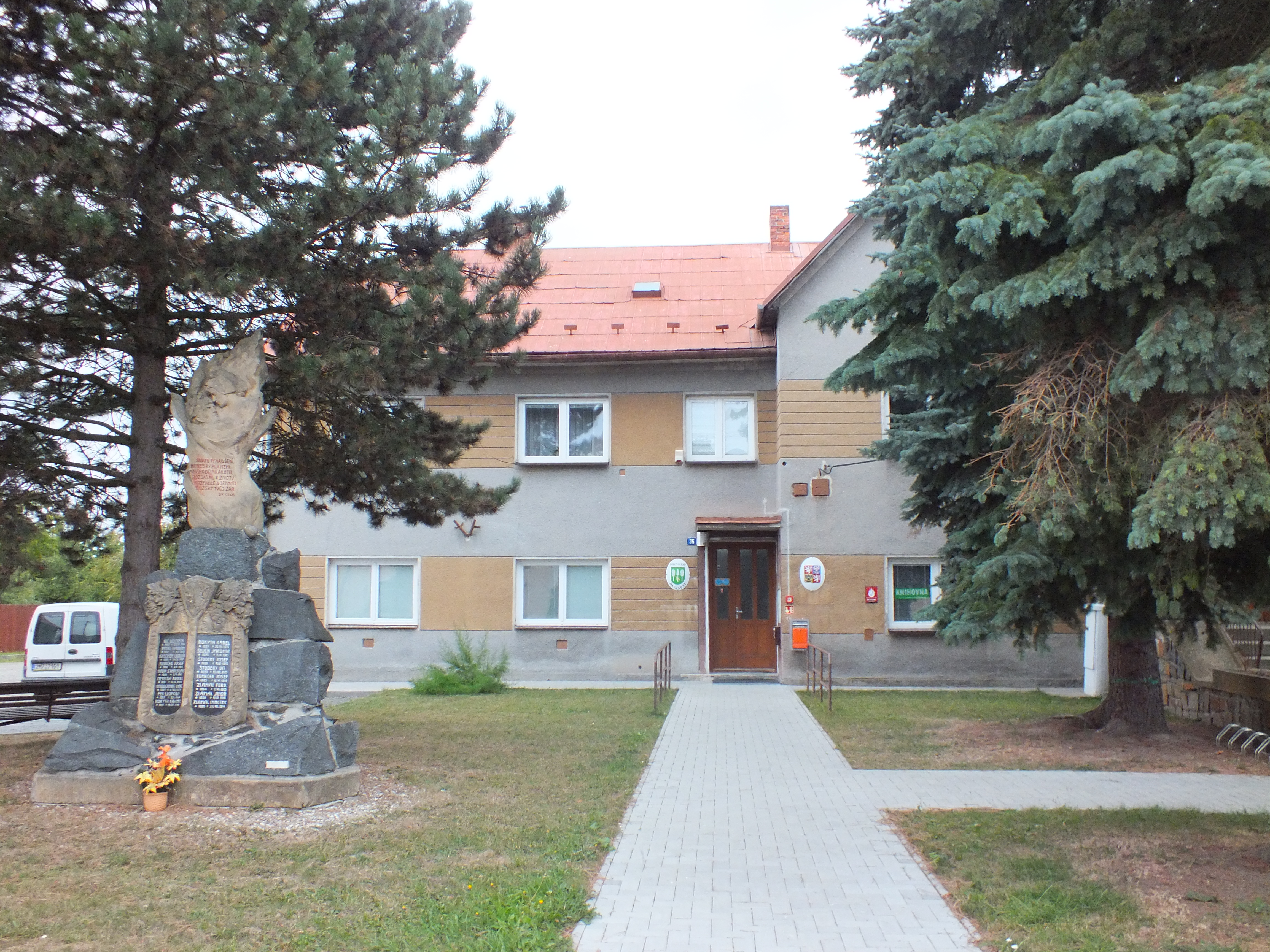
Obecní úřad a pomník padlým